# Regiunea de Est, Camerun
Regiunea de Est este o unitate administrativă de gradul I  a Camerunului. Reședința sa este orașul Bertoua.